# Gustaf Keyser

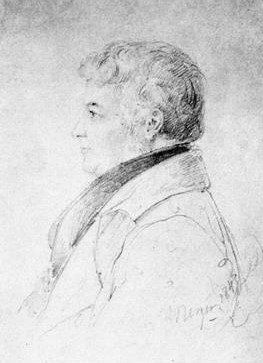
Gustaf Theodor Keyser (1785-1853), teckning av J. Berger.

Se även Gustaf Jakob Keijser (1844-1916).
Gustaf Theodor Keyser, född 8 december 1785 i Stockholm, död 8 juni 1853, var en svensk grosshandlare och verksam inom den tidiga frikyrkorörelsen.

## Biografi
Gustaf Keyser var ättling till köpmannen Jakob Keyser (död 1680), troligen invandrad från Hamburg, och son till lärftskramhandlaren Abraham Keyser och Johanna Christina Halling. Gustaf var bror till Abraham Keyser (1781-1832) och grosshandlaren Jakob Keijser (1783-1831). Föräldrarna var medlemmar av herrnhutiska Evangeliska brödraförsamlingen i Stockholm och sände 1795-1805 sönerna till skolor i Christiansfeld i Sønderjylland och Herrnhut i Sachsen. 
Gustaf var gift två gånger. I sitt första gifte 1810 med Beate-Sofie L'Orange (1784-1838) var han far till medicine doktor Johan Ferdinand Keyser (1813-1886) och kommendörkaptenen Klas Teodor Gustaf Keyser (1823-1904). Andra gången gifte han sig 1850 med författaren Hilda Fredrika Almstedt (1827-1901) och blev far till konstnären Elisabeth Keyser. Hilda Fredrika gifte senare om sig 1857 med advokatfiskal Corfitz Bernhard Cederblad.
Då fadern dog 1811, blev Gustaf Keyser ensam ägare till Keyserska huset, som låg vid Röda Bodarne i Stockholm. Han bodde själv i översta våningen.
Gustaf var 1805-1830 verksam som köpman i Stockholm, men var framför allt engagerad i flera kyrkliga och frikyrkliga sammanhang. Han var 1809 med om att grunda Evangeliska sällskapet, vars syfte var att trycka billiga upplagor av Bibeln och andra religiösa skrifter. Han ledde 1810-1815 dess förlagsverksamhet. 1815 var han med om att grunda Svenska Bibelsällskapet, som övertog utgivningsverksamheten, och han fortsatte som ledare för dess förlagsverksamhet. Han grundade år 1834 Missions-Tidning. När Svenska Missionssällskapet bildades 1835 blev han dess kassör. Han var från 1837 ledamot av direktionen för Svenska nykterhetssällskapet. I november 1840 grundade han och blev ordförande i Biträdes-föreningen i Stockholm till missionsverkets befrämjande. Han var 1850-1851 ordförande och kassör i styrelsen för Svenska diakoniss-sällskapet. Han blev 1850 ledamot av styrelsen för Föreningen för Evangelii utbredande i Kina.
När han dog hade han bidragit till spridningen av 1,28 miljoner exemplar av Bibeln och Nya Testamentet.